# Incendio de mantequilla de Wisconsin
El incendio de mantequilla de Wisconsin, también conocido como inundación de mantequilla, gran incendio de queso, y gran incendio de mantequilla, fue un incendio e inundación de carne procesada y lácteos que comenzó el 3 de mayo de 1991 en una gran instalación de almacenamiento en Madison, Wisconsin. El incendio continuó durante ocho días, sin muertos pero con daños por millones de dólares. El incidente se conoce como el incendio comercial más grande en la historia del estado de Wisconsin, y el desafío más grande y costoso para el Departamento de Bomberos de Madison.

## Antecedentes
El incendio se produjo cuando el excedente de mantequilla de Estados Unidos estaba cerca de su punto máximo, cuando el gobierno de los Estados Unidos compró cantidades excesivas de queso y mantequilla gubernamentales en un esfuerzo por mantener los precios estables. Debido a las compras excesivamente entusiastas del gobierno, los agricultores aumentaron la producción de leche y grasa láctea en un 30% entre 1974 y 1990, a pesar de que la demanda de los consumidores no aumentaba. Un artículo del Wisconsin Daily State Journal titulado The butter cup runneth over («La taza de mantequilla rebosa») de abril de 1990 informó que 330 millones de libras (150 000 toneladas) de productos lácteos estaban en los almacenes.

## Incendio e inundación

### Primeras llamas
El 3 de mayo de 1991, a última hora de la tarde, estallaron llamas en el Central Storage and Warehouse Company en Cottage Grove Road un terreno de 500 000 pies cuadrados (4 645 150 dm²) que albergaba un complejo que almacenaba de 10 a 15 millones de libras (4500 a 6800 toneladas) de excedente de mantequilla del gobierno. En el momento del incendio, el edificio también almacenaba arándanos Ocean Spray y «millones y millones de hot dogs», según un empleado. Oscar Mayer almacenó 4 millones de libras (1800 toneladas) de salchichas en la instalación. El propietario del edificio, Ken Williams, afirmó que el incendio creció tan rápido que «los sistemas de rociadores ni siquiera pudieron funcionar». Según un informe del Departamento de Recursos Naturales de Wisconsin, los daños incluyeron productos de panadería, jamones y 1000 libras (453,6 kg) de amoniaco anhídrido. Se necesitaron unas veinte horas para contener el incendio y ocho días hasta que se extinguió oficialmente.
Un bombero reportó llamas de 300 pies (91,4 m) de alto. Había unos veinticinco empleados presentes en la fábrica y ninguno resultó herido.
Debido al charco espeso y graso de productos lácteos, los camiones con escalera no podían entrar y salir del área de manera efectiva, ni tampoco podían entrar los camiones de combustible para rellenar los tanques de gasolina de los camiones con escalera. En cambio, los mecánicos viajaron a pie a través del río mantequilla con 5 galones americanos (18,9 L) cubos de combustible diesel. Rociar agua en el edificio provocó que salieran más queso y mantequilla derretidos y pegajosos. Casi 3000 residentes cercanos a Madison fueron evacuados el viernes por la noche y trasladados a una escuela secundaria porque los bomberos pensaron que las llamas podrían extenderse. Los vecinos reportaron un hedor horrible.

### Inundación de mantequilla
Después de aproximadamente dos horas y media, el fuego se extendió a un segundo edificio de la fábrica. Cinco horas más tarde, el edificio se derrumbó, creando una enorme ola de mantequilla derretida. El incendio amenazó los tanques de amoníaco anhidro de la instalación. «Cuando las paredes se derrumbaron, [la mantequilla] salió como un río», dijo el teniente de bomberos Berggren. Los equipos de la ciudad construyeron diques para contener la lechería y la manteca de cerdo.
Los bomberos tuvieron que atravesar charcos viscosos y resbaladizos de mantequilla y queso que medían 2 a 3 pies (0,6 a 0,9 m) de alto con estanques de 5 pies (1,5 m) de profundidad en algunos lugares. Los lácteos derretidos dificultaron el uso de equipos típicos, por lo que los bomberos permanecieron fuera del edificio, avanzando con dificultad río arriba a través de un flujo caliente. El bombero Steven Davis informó que tenía «mantequilla en lugares donde un hombre no debería tener mantequilla al final de esa noche».

## Limpieza y legado
La Agencia de Protección Ambiental afirma que los derrames de mantequilla tienen efectos similares en la vida silvestre a los derrames de petróleo. El Departamento de Recursos Naturales de Wisconsin trabajó para evitar que el río de crema y queso obstruyera las tuberías y contaminara los cuerpos de agua locales. Para contener la escorrentía lodosa de los productos lácteos, construyó varias presas para proteger Starkweather Creek, que desemboca en el lago Monona. Los empleados de la ciudad de Madison dirigieron el río de mantequilla hacia un estanque de descarga de aguas pluviales cerca de la carretera, pero cuando el estanque se desbordó, parte de su contenido fue bombeado a través de las vías del ferrocarril hacia otro estanque. El incendio y la posterior inundación de la lechería causaron importantes pérdidas financieras, incluidos 7,5 millones de dólares en daños a la propiedad ($16.1 millones en 2022), 70 millones de dólares en contenidos ($150 millones en 2022) y casi 1 millón de dólares ($2.15 millones en 2022) en costos de control de incendios. La limpieza costó aproximadamente $550 000 ($1.18 millones en 2022), y fue pagado en su mayor parte por Central Storage and Warehouse Company y una subvención del Departamento de Agricultura de los Estados Unidos (USDA).
El 7 de mayo de 1991, los investigadores de delito de incendio dictaminaron que el incendio fue un accidente que se originó cerca de una carretilla elevadora propulsada por batería. Una encuesta informal de fin de año realizada por The Madison Capital Times nombró al incendio de la mantequilla como la noticia local más importante de 1991. En octubre de 2011, más de veinte años después del incendio, la empresa Central Storage and Warehouse terminó la reconstrucción junto con un congelador de 42 000 pies cuadrados (390 192,6 dm²).